# Green Point (Terre-Neuve-et-Labrador)
Pour les articles homonymes, voir Green Point.
Green Point est une pointe située sur la côte Ouest de Terre-Neuve dans le parc national du Gros-Morne. Elle comprend un terrain de camping ainsi qu'une communauté estivale de pêcheurs. En 2000, Green Point a été désigné comme point stratotypique mondial de la séparation entre le Cambrien et l'Ordovicien.

## Géologie
En 2000, la falaise de Green Point a été reconnue comme point stratotypique mondial marquant la base de l'étage Trémadocien et du système Ordovicien par l'Union internationale des sciences géologiques.  La frontière est composée d'une section de 60 m d'épaisseur composée de couches de shale et de calcaire. La base est marquée par la première apparition du fossile du conodonte Iapetognathus fluctivagus, à 4,8 m en dessous de l'apparition du premier graptolite planctonique, Rhabdinopora praeparabola.
Les shales représentent un dépôt en continu de 30 millions d'années de sédiments marins de l'océan Iapetus. La présence de calcaire provient de glissement sous-marin provenant du plateau continental.

## Tourisme
Il y a un terrain de camping de 31 emplacements à Green Point. Le parc national du Gros-Morne offre une activité d'interprétation sur la géologie de Green Point.